# Козий, Богдан Иванович
Богдан Иванович Козий (23 февраля 1923, Пукасовцы — 30 ноября 2003, Сан-Хосе) — военный преступник, в годы Второй мировой войны сотрудник полиции.

## Биография
Богдан Козий родился 23 февраля 1923 года в польском селе Пукасивцы (ныне — территория Украины). После захвата Польши осенью 1939 года, Козий пошёл на службу в полицию. Принимал участие в депортациях евреев в гетто, убивая отказывавшихся ехать. В 1944 году, во время наступления советских войск, Козий бежал в германский город Хайде, где устроился работником на ферму. После капитуляции Германии он был арестован и долгое время находился в лагере для перемещённых лиц.
17 декабря 1949 года Козий получил вид на жительство в США. 25 июля 1955 года им было подано прошение о предоставлении американского гражданства, которое было удовлетворено 9 февраля 1956 года. 28 октября 1975 года следственный отдел КГБ Ивано-Франковской области возбудил против Козия уголовное дело, а 26 января 1976 года было вынесено постановление о привлечении его к уголовной ответственности. 20 ноября 1979 года решение комиссии по предоставлению гражданства начало пересматриваться. Как выяснилось, Козий скрыл своё участие в военных преступлениях. 29 марта 1982 года на судебном слушании были заслушаны показания польских свидетелей, после чего Козий был лишён американского гражданства. В 1984 году был подготовлен указ о его депортации в Польшу, но к тому времени Козий уже уехал из США.
С 1985 года Козий проживал в Коста-Рике. 23 сентября 2002 года польская комиссия по расследованию военных преступлений в годы Второй Мировой войны установила и запротоколировала, что Козий в селении Лисец (ныне — территория Украины) убил по меньшей мере трёх евреев — Бернарда Кендлера, Люси Росинер и Монику Сингер. 21 ноября 2003 года польские власти обратились к правительству Коста-Рики с просьбой об аресте Козия и его выдачи. Суд Коста-Рики удовлетворил запрос, но 30 ноября 2003 года Козий умер в больнице в Сан-Хосе от кровоизлияния в мозг. Последние годы жизни он страдал от болезни Альцгеймера.